# عبدالله رستگار
عبدالله رستگار (زادهٔ ۱۳۴۷ در گنبدکاووس) نمایندهٔ حوزهٔ انتخابیهٔ گنبد کاووس در دورهٔ هشتم مجلس شورای اسلامی بوده‌است.